# Reprezentacja Rumunii w rugby union mężczyzn
Reprezentacja Rumunii w rugby mężczyzn (rum. Echipa națională de rugby a României) – zespół rugby union, biorący udział w imieniu Rumunii w meczach i międzynarodowych turniejach. Jest najbardziej utytułowaną drużyną z dawnego bloku wschodniego. W 1924 zdobyła brązowy medal igrzysk olimpijskich oraz dziewięć razy wygrywała Puchar Narodów Europy.

Mecz - Rumunia

## Udział w międzynarodowych turniejach
| 1900 | Nie brała udziału | –           |
| 1908 | Nie brała udziału | –           |
| 1920 | Nie brała udziału | –           |
| 1924 | -                 | III miejsce |

| Udział w Pucharze Świata | Udział w Pucharze Świata | Udział w Pucharze Świata |
| Rok                      | Kwalifikacje             | Wynik                    |
| ------------------------ | ------------------------ | ------------------------ |
| 1987                     | -                        | Faza grupowa             |
| 1991                     | Awans                    | Faza grupowa             |
| 1995                     | Awans                    | Faza grupowa             |
| 1999                     | Awans                    | Faza grupowa             |
| 2003                     | Awans                    | Faza grupowa             |
| 2007                     | Awans                    | Faza grupowa             |
| 2011                     | Awans                    | Faza grupowa             |
| 2015                     | Awans                    |                          |
| 2019                     |                          |                          |